# Тамура (уезд)
Тамура (яп. 田村郡 Тамура-гун) уезд расположен в префектуре Фукусима, Япония.

Расположение уезда Тамура в префектуре Фукусима.

По оценкам на 1 апреля 2017 года, население составляет 28,286 человек, площадь 197.94 км ², плотность 143 человек / км ². 

## Посёлки и сёла
- Михару
- Оно

## Слияния
- 1 марта 2005 года посёлки Фунехики, Огоэ, Такине Токивои село Миякодзи слились в город Тамура.